# Upplands runinskrifter 701
Upplands runinskrifter 701, Kyngestenen, är en försvunnen runsten, men den avritades på 1600-talet av såväl Johan Hadorph och Petrus Helgonius som Johannes Haquini Rhezelius. Runstenen har funnits i kyrkogårdsmuren (Bogårdsmuren) vid Veckholms kyrka. Richard Dybeck letade förgäves efter stenen när han besökte Veckholms socken 1860. 
U 701 stod förmodligen ursprungligen tillsammans med runstenarna U 700 och U 702.
De närbelägna Hummelsta-stenarna (U 723, U 724 och U 725), som troligen var resta efter samme Guti, som lät resa Kynge-stenarna utgör ett utmärkt exempel på ett dylikt runstensmonument.

## Inskriften
Translitterering av runraden:
[kuti : lit : risa st... þinsa : iftiʀ : i-ialt : bruþur : sin : kuþ × ialibi salu : hans ·]
Normalisering till runsvenska:
Guti let ræisa st[æin] þennsa æftiʀ I[ng]iald, broður sinn. Guð hialpi salu hans.
Översättning till nusvenska:
Gute lät resa denna sten efter Ingjald, sin broder. Gud hjälpe hans själ.